# Цивозерский Погост
Ци́возерский Пого́ст — деревня в Красноборском районе Архангельской области. Входит в Белослудское сельское поселение.

## География
Расположена в лесистой местности в правобережье Северной Двины, в 10 км к западу от Большой Слудки, в 7,5 км к северу от Красноборска и в 57 км к северо-западу от Котласа.
В радиусе 1 км находятся малые деревни Сидоровская, Семунинская, Степановская, Саулинская, Среднее Шипицыно, Грибушинская, Ереминская (значительная часть из них не имеет населения).
Дорог с твёрдым покрытием нет.

## Экономика
В советское время существовал колхоз «Пахарь». Два раза в неделю в деревню приезжает автолавка.

## Население
| 2002 | 2010 |
| ---- | ---- |
| 10   | ↘2   |

## Достопримечательности

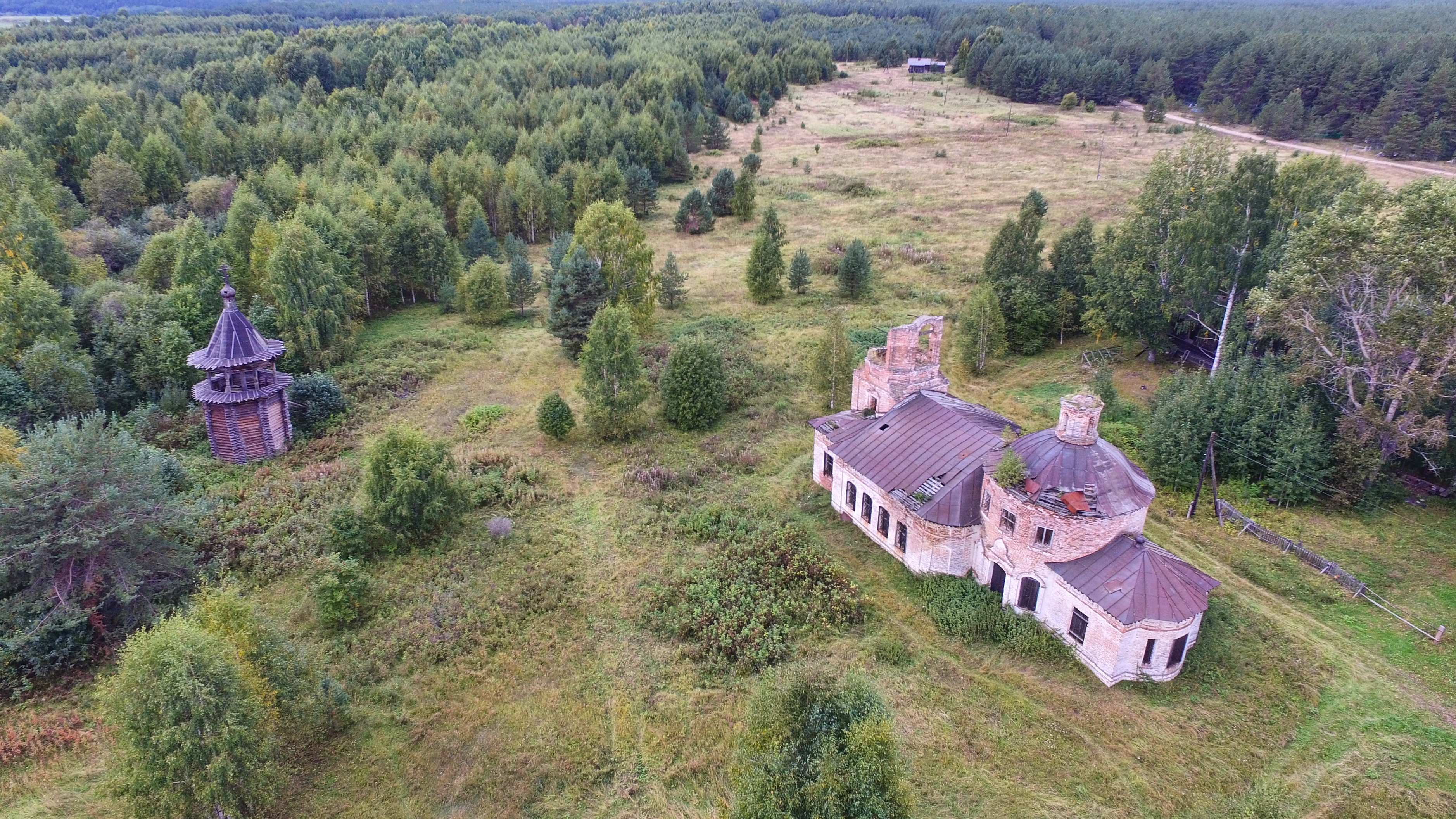
Колокольня церкви Флора и Лавра (1658 г.) и церковь Петра и Павла (1856 г.)

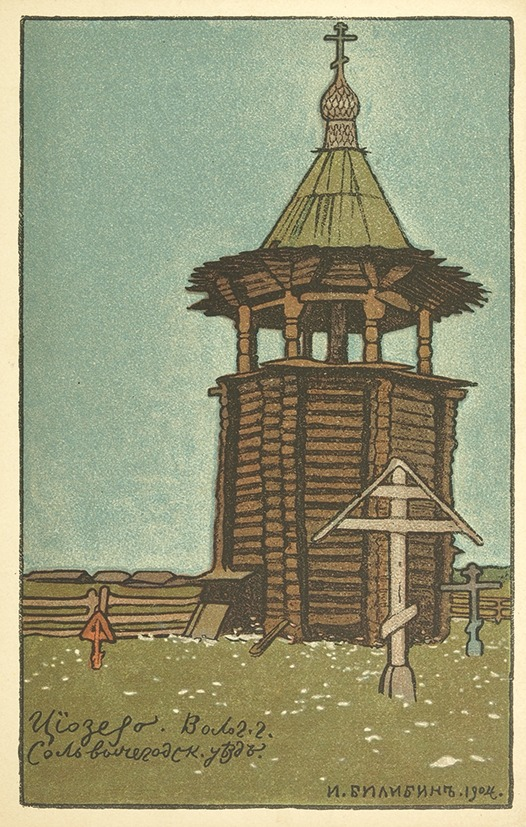
Колокольня церкви Флора и Лавра, рисунок Ивана Билибина, 1904 г.

- Деревянная церковь Флора и Лавра, построенная в 1658—1660 годах. Представляла собой четверик, перекрытый двускатной кровлей с малым восьмериком, к которому была прирублена трапезная. В 1901 году перестроена как церковь-школа. Закрыта не позже 1930-х, а в 1940-х годах разобрана (по ряду сведений, сруб использован для постройки школы). Сохранилась отдельно стоящая колокольня церкви — один из лучших образцов деревянных колоколен Русского Севера, объект культурного наследия федерального значения. Колокольня представляет собой рубленый «в обло» восьмерик, над ним открытый ярус из 9 деревянных столбов и установленный на них повал под шатром. Церковь и колокольня были «обыденными», то есть построенными по обету в один день; местные жители построили их для спасения от падежа скота, отсюда и название церкви в честь покровителей животных, великомучеников Флора и Лавра[4]. Находится в аварийном состоянии.
- Кирпичная церковь Петра и Павла (1856 год) — объект культурного наследия регионального значения.

## Пожар 2021 года
21 апреля 2021 года все оставшиеся 8 домов деревни сгорели из-за поджога сухой травы, распространившегося от соседней деревни. Пожарным удалось отстоять от огня деревянную колокольню, частично пострадала церковь Петра и Павла (обгорели крыша и купол). На момент пожара постоянных жителей в деревне уже не было, некоторые дома использовались как дачи.